# Tiaja friscana
Tiaja friscana är en insektsart som beskrevs av Ball 1909. Tiaja friscana ingår i släktet Tiaja och familjen dvärgstritar. Inga underarter finns listade i Catalogue of Life.